# MLB All-Star Game 1994
MLB All-Star Game 1994 – 65. Mecz Gwiazd ligi MLB, który odbył się 12 lipca 1994 roku na Three Rivers Stadium w Pittsburghu. Mecz zakończył się zwycięstwem National League All-Stars 8–7 po 10 inningach. Spotkanie obejrzało 59 568 widzów.
Najbardziej wartościowym zawodnikiem został wybrany Fred McGriff z Atlanta Braves, który jako pinch hitter przy stanie 5–7 dla AL All-Star zdobył dwupunktowego home runa w drugiej połowie dziewiątej zmiany.

## Wyjściowe składy
| American League | American League | American League | American League | National League | National League | National League | National League |
| #               | Zawodnik        | Klub            | Pozycja         | #               | Zawodnik        | Klub            | Pozycja         |
| --------------- | --------------- | --------------- | --------------- | --------------- | --------------- | --------------- | --------------- |
| 1               | Roberto Alomar  | Blue Jays       | 2B              | 1               | Gregg Jefferies | Cardinals       | 1B              |
| 2               | Wade Boggs      | Yankees         | 3B              | 2               | Tony Gwynn      | Padres          | CF              |
| 3               | Ken Griffey Jr. | Mariners        | CF              | 3               | Barry Bonds     | Giants          | LF              |
| 4               | Frank Thomas    | White Sox       | 1B              | 4               | Mike Piazza     | Dodgers         | C               |
| 5               | Joe Carter      | Blue Jays       | LF              | 5               | Matt Williams   | Giants          | 3B              |
| 6               | Kirby Puckett   | Twins           | RF              | 6               | David Justice   | Braves          | RF              |
| 7               | Cal Ripken Jr.  | Orioles         | SS              | 7               | Mariano Duncan  | Phillies        | 2B              |
| 8               | Iván Rodríguez  | Rangers         | C               | 8               | Ozzie Smith     | Cardinals       | SS              |
| 9               | Jimmy Key       | Yankees         | P               | 9               | Greg Maddux     | Braves          | P               |

| American League                                                                                | 1 | 0 | 0 | 0 | 0 | 3 | 3 | 0 | 0 | 0 | 7 | 15 | 0 |
| National League                                                                                | 1 | 0 | 3 | 0 | 0 | 1 | 0 | 0 | 2 | 1 | 8 | 12 | 1 |
| WP: Doug Jones (1–0) LP: Jason Bere (0–1) Home runy: NL: Marquis Grissom (1), Fred McGriff (1) |   |   |   |   |   |   |   |   |   |   |   |    |   |

## Składy
| Miotacze - Rod Beck (2) - Doug Drabek (1) - Ken Hill (1) - John Hudek (1) - Danny Jackson (2) - Doug Jones (5) - Greg Maddux (3) - Randy Myers (2) - José Rijo (1) - Bret Saberhagen (3) Łapacze - Darrin Fletcher (1) - Mike Piazza (2) |  | Wewnątrzpolowi - Jeff Bagwell (1) - Craig Biggio (3) - Ken Caminiti (1) - Wil Cordero (1) - Mariano Duncan (1) - Carlos García (1) - Gregg Jefferies (2) - Barry Larkin (6) - Fred McGriff (2) - Ozzie Smith (13) Zapolowi - Moisés Alou (1) - Dante Bichette (1) - Barry Bonds (4) - Jeff Conine (1) - Lenny Dykstra (2) - Marquis Grissom (2) - Tony Gwynn (10) - David Justice (2) |  | Menedżer - Jim Fregosi Trenerzy - Dusty Baker - Don Baylor Honorowy kapitan - Buck Leonard |

| Miotacze - Wilson Álvarez (1) - Jason Bere (1) - Ricky Bones (1) - David Cone (3) - Pat Hentgen (2) - Randy Johnson (3) - Jimmy Key (4) - Mike Mussina (3) - Lee Smith (6) Łapacze - Iván Rodríguez (3) - Mickey Tettleton (2) Designated hitters - Chili Davis (3) - Paul Molitor (7) |  | Wewnątrzpolowi - Roberto Alomar (5) - Wade Boggs (10) - Will Clark (6) - Scott Cooper (2) - Travis Fryman (3) - Chuck Knoblauch (2) - Cal Ripken Jr. (12) - Frank Thomas (2) Zapolowi - Albert Belle (2) - Joe Carter (2) - Ken Griffey Jr. (5) - Kenny Lofton (1) - Paul O’Neill (2) - Kirby Puckett (7) |  | Menedżer - Cito Gaston Trenerzy - Mike Hargrove - Gene Lamont Honorowy kapitan - Phil Rizzuto |

- W nawiasie podano liczbę powołań do All-Star Game.